# Maximiliano II do Sacro Império Romano-Germânico
Maximiliano II (Viena, 31 de julho de 1527 — Ratisbona, 12 de outubro de 1576) foi o Imperador Romano-Germânico e Arquiduque da Áustria de 1564 até sua morte, além de Rei da Hungria, Croácia e Boêmia. Era filho do imperador Fernando I e sua esposa Ana da Boêmia e Hungria.

## Dados biográficos

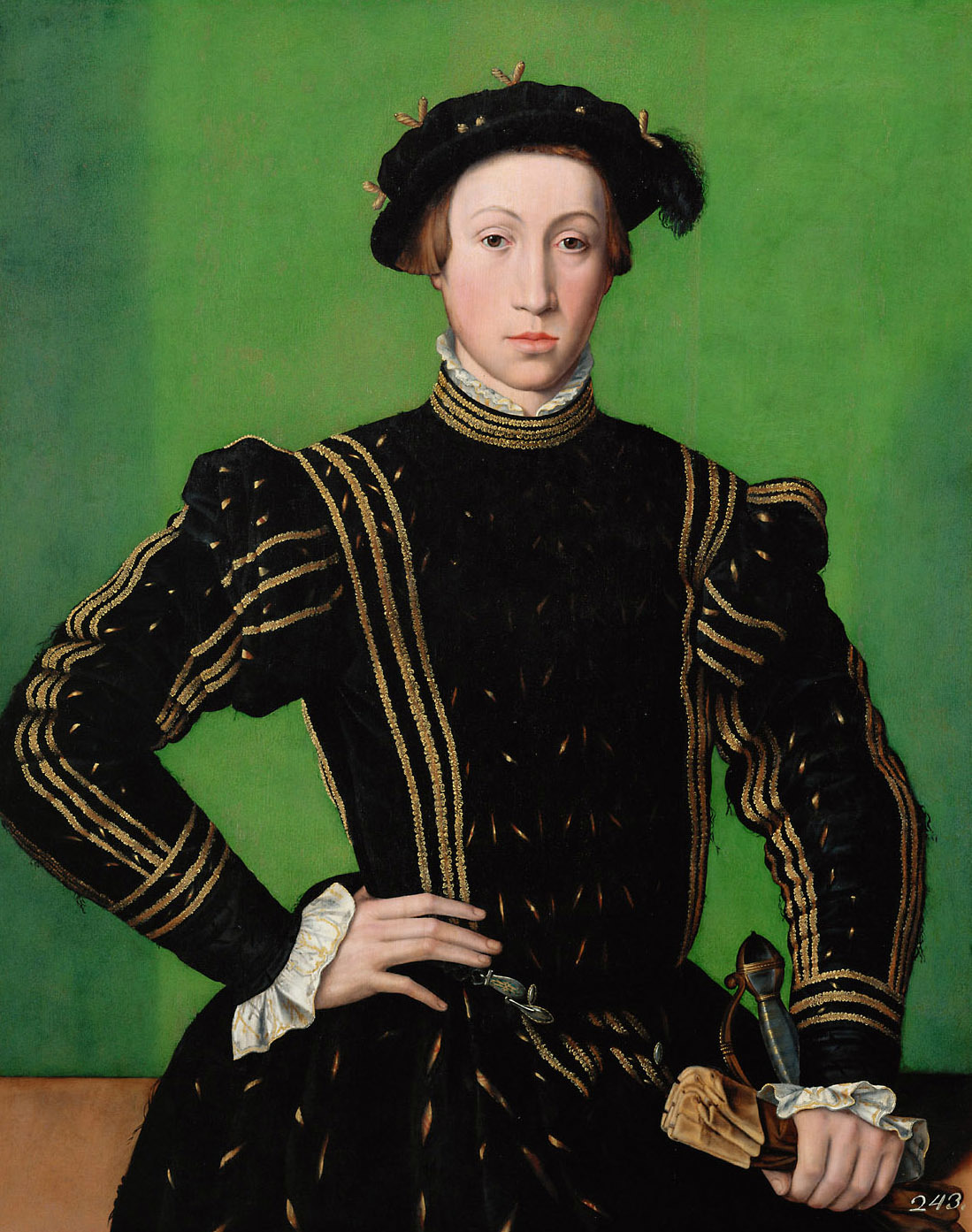
O jovem Maximilano

Filho de Ana da Boêmia e Fernando I de Habsburgo, que o precedeu como Imperador Romano-Germânico. Seu primo Filipe II de Espanha, como filho de Carlos V, teria normalmente acesso ao trono imperial, mas Maximiliano foi eleito em virtude de um acordo celebrado em 1553.
Maximiliano era considerado inteligente, tolerante e culto. Era patrono de artes e ciências e decidiu transformar Viena em um grande centro intelectual.

## Políticas religiosas
Maximiliano, que se denominava "nem católico, nem protestante, mas cristão", embaraçava a família por seus amplos conhecimentos sobre a religião dos protestantes. Como imperador, assegurou liberdade aos luteranos e deplorava a intolerância espanhola e francesa.
Considerado por alguns como católico, e por outros como protestante. A sua declarada simpatia pelos luteranos e pelos protestantes em geral, fez com que, em 1562, ele fosse obrigado a jurar viver e morrer na fé católica.
As políticas de Maximiliano sobre a neutralidade religiosa e a paz no Império dava aos católicos e protestantes um espaço comum de liberdade de culto após as primeiras lutas da Reforma Protestante.
Apesar de decepcionar os príncipes protestantes alemães por sua recusa em investir nos bispados administrados por protestante com seus feudos imperiais, Maximiliano concedeu liberdade de culto à nobreza protestante, enquanto trabalhava para a reforma na Igreja Católica Romana. Entre as suas propostas de reforma, estava uma que dava o direito aos padres para se casarem, proposta que foi recusada por causa da oposição espanhola.

## Casamento e posteridade

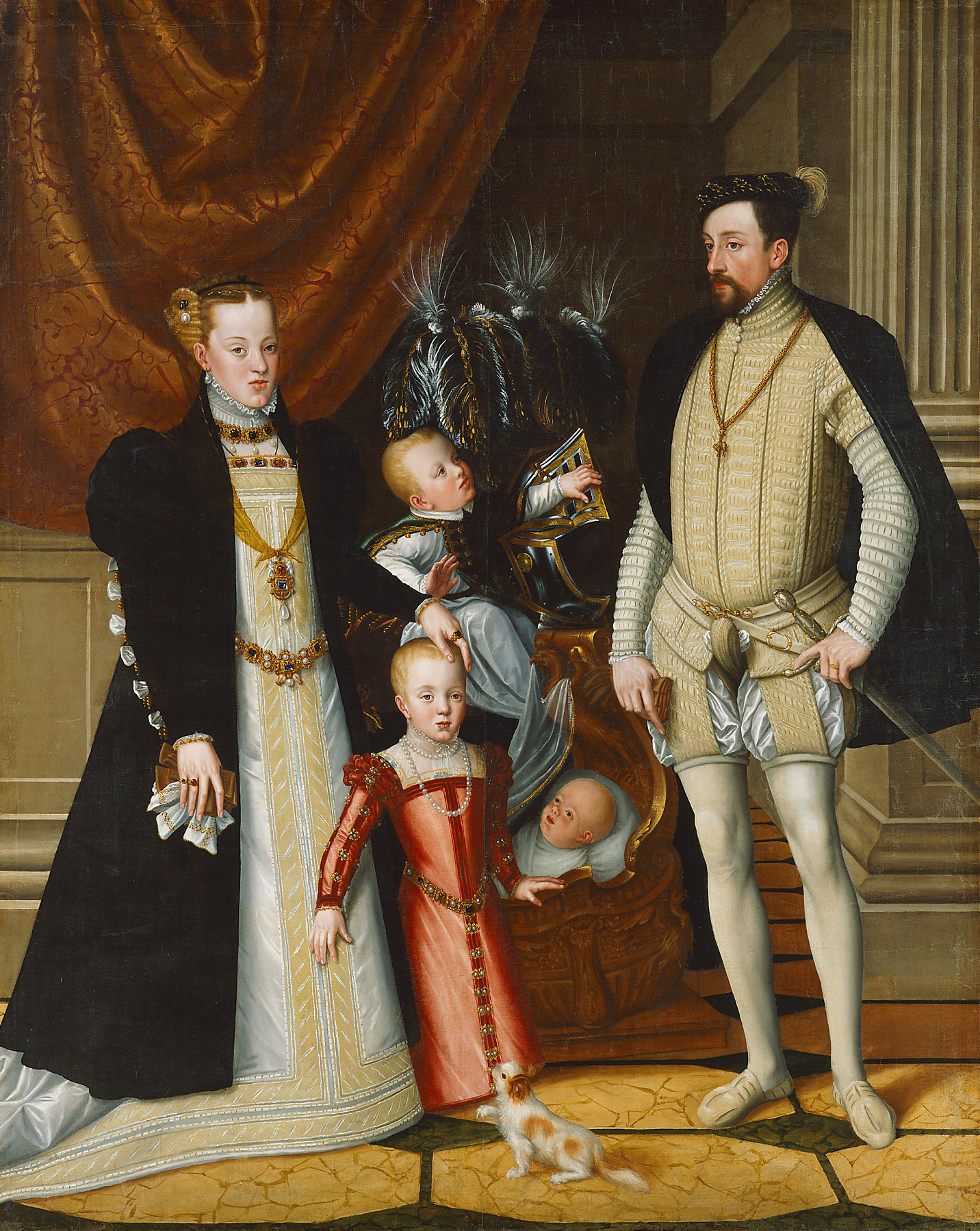
Maximiliano II com sua família

Casou-se em 13 de setembro de 1548 com sua prima, a infanta Maria de Espanha (Madrid, (21 de junho 1528 — Villamante, 26 de fevereiro de 1603) filha de Carlos V e de Isabel de Portugal. Tiveram 16 filhos, dos quais 10 varões e seis filhas.
1. Ana de Áustria, Rainha de Espanha (1 de novembro de 1549 - 26 de outubro de 1580) Rainha Consorte de Espanha, de Nápoles e da Sicília, Rainha titular de Jerusalém, Rainha da Sardenha e dos Países Baixos. Casou-se em 1570 com Felipe II rei da Espanha e de Portugal, de quem foi a quarta esposa, após Maria de Portugal, Maria I Tudor e Isabel de Valois. Teve cinco filhos.
2. Fernando de Áustria (28 de março de 1551 - 25 de junho de 1552).
3. Rodolfo II (Viena, 2 de julho de 1552 - Viena, 23 de janeiro de 1612) Arquiduque da Áustria, Duque de Carniola, Caríntia, Conde da Alta e da Baixa Alsácia. Rei da Hungria em 1572, Rei da Boêmia em 1575, Rei dos romanos em 1575, Imperador Romano-Germânico de 1576 a 1611, quando abdicou. Duque da Estíria de 1590 a 1611 e Conde do Tirol de 1595 a 1611.
4. Ernesto da Áustria (Viena, 15 de julho de 1553 - Bruxelas, 21 de março de 1595) Arquiduque de Áustria, governador da Hungria 1578, Regente da Áustria 1590, Governador geral dos Países Baixos em 1594. Morto sem posteridade.
5. Isabel da Áustria (5 de junho de 1554 - 22 de janeiro de 1592) Rainha Consorte da França por ter-se casado em 1570 com Carlos IX de Valois-Angoulême. Fundou o mosteiro de Ste-Marie-des-Anges em Viena. Não teve do marido confiança nem afecto, e ainda recebia as desconfianças da sogra, Catarina de Médici que favorecia Maria Touchet. Ao enviuvar em 1574, regressou a sua pátria onde viveu retirada.
6. Maria de Áustria (27 de julho de 1555 - 25 de junho de 1556).
7. Matias do Sacro Império Romano-Germânico (24 de fevereiro de 1557 - 20 de março de 1619) Arquiduque da Áustria, Duque de Carniola, da Caríntia, da Estíria, conde do Tirol, Conde da Alta e da Baixa Alsácia, Imperador Romano-Germânico em  1611, Rei da Hungria e da Boémia de 1611 a 1617. Casou em 1611 com sua prima Ana do Tirol e sua segunda esposa foi Ana Catarina de Gonzaga (fundadora da Igreja dos Capuchinhos, está sepultada com os Habsburgos, em Viena). Sem posteridade, foi sucedido  pelo primo Fernando II, filho do arquiduque Carlos II de Áustria.
8. Um filho nado-morto (nascimento e morte em 20 de outubro de 1557).
9. Maximiliano (12 de outubro de 1558 - 2 de novembro de 1618) Apelidado Die Deutschmeister.
10. Alberto VII da Áustria (15 de novembro de 1559 - 13 de julho de 1621) Cardeal-Arcebispo de Toledo, primaz de Espanha em 1594. Conde de Borgonha, Vice-Rei de Portugal de 1585 a 1595, Governador  dos Países Baixos em 1596. Renunciou a suas dignidades eclesiásticas com dispensa do papa para casar-se em 1599 com a infanta Isabel Clara Eugénia da Áustria (1566-1633) filha de Filipe II de Espanha.
11. Venceslau de Áustria (Viena,  9 de março de 1561 - Madrid, 22 de setembro de 1578). Acompanhou a irmã à Espanha.
12. Frederico de Áustria (21 de junho de 1562 - 16 de janeiro de 1563)
13. Maria de Áustria (19 de fevereiro de 1564 - 26 de março de 1564) Nomeada assim em homenagem a sua irmã mais velha já falecida.
14. Carlos de Áustria (26 de setembro de 1565 - 23 de maio de 1566)
15. Margarida de Áustria (Viena, 25 de janeiro de 1567- Madrid, 5 de julho de 1633)
16. Leonor de Áustria (4 de novembro de 1568 - 12 de março de 1580)